# Pamfou
Pamfou est une commune française située dans le département de Seine-et-Marne en région Île-de-France.

## Géographie

### Localisation
Pamfou est situé sur le plateau briard, entre Melun, à 21 km au nord-ouest, et Montereau-Fault-Yonne, à 9,5 km au sud-est.

### Communes limitrophes
| Le Châtelet-en-Brie | Les Écrennes |                 |
|                     | Pamfou       |                 |
| Machault            |              | Valence-en-Brie |

### Géologie et relief
La commune est classée en zone de sismicité 1, correspondant à une sismicité très faible. L'altitude varie de 82 mètres à 128 mètres pour le point le plus haut , le centre du bourg se situant à environ 119 mètres d'altitude (mairie).

### Hydrographie

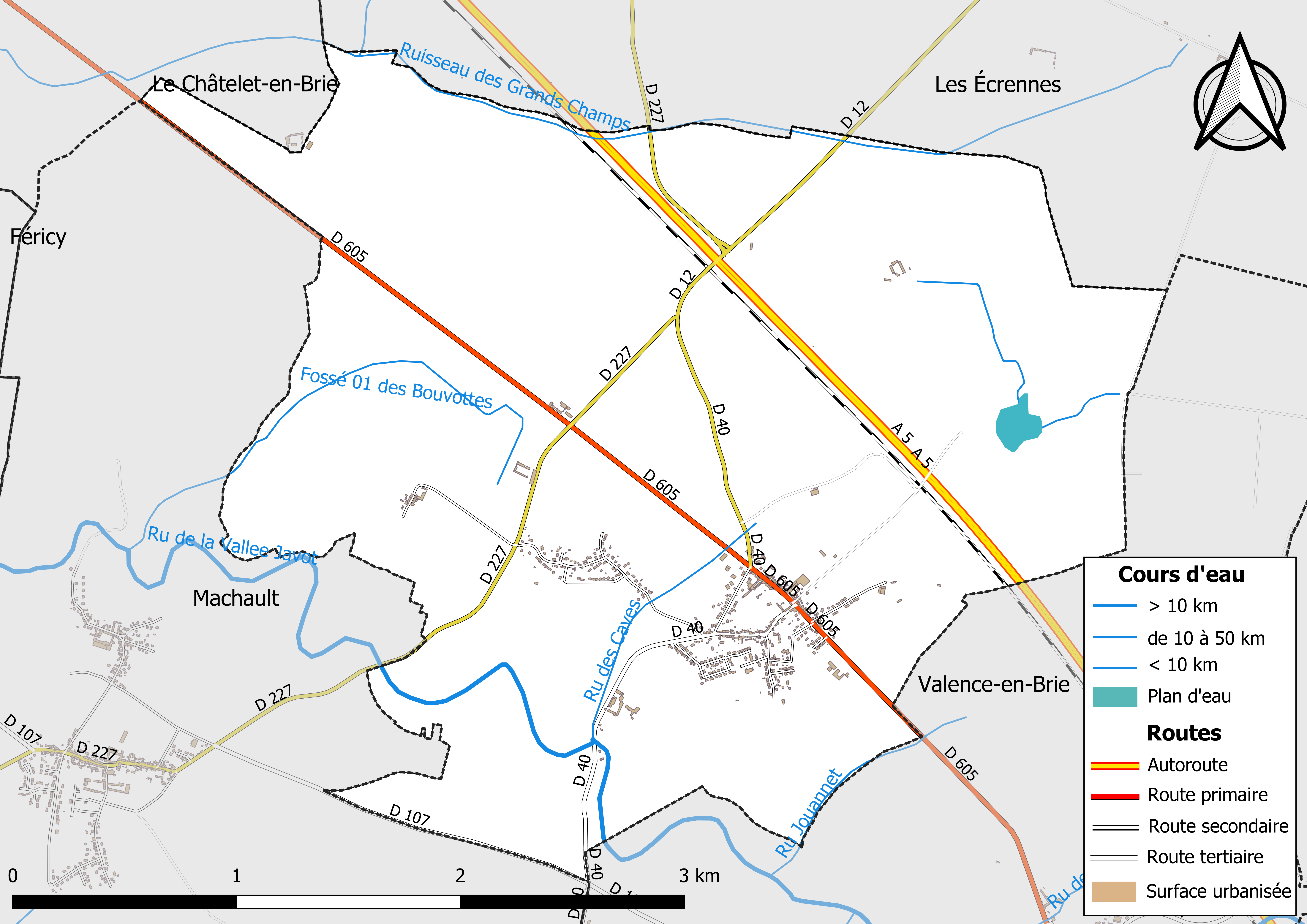
Carte des réseaux hydrographique et routier de Pamfou.

Le réseau hydrographique de la commune se compose de sept cours d'eau référencés :
- le ruisseau des Grands Champs, 9,2 km[3], affluent du Châtelet ;
  - le fossé 01 de la Ferme la Gatellerie, 0,9 km[4], qui conflue avec le ruisseau des Grands Champs ;
- le ru de la Vallée Javot, long de 29,1 km[5], affluent de la Seine ;
  - le fossé 01 des Bouvottes, 2,6 km[6], qui conflue avec le ru de la Vallée Javot
  - le ru Jouannet, 1,2 km[7], et ;
  - le ru des Caves, 1,3 km[8], affluents de la Vallée Javot ;
- le fossé 01 de la Ferme la Commune du Jard, 1,5 km[9].

La longueur totale des cours d'eau sur la commune est de 9,11 km.

### Climat
Pour des articles plus généraux, voir Climat de l'Île-de-France et Climat de Seine-et-Marne.
En 2010, le climat de la commune est de type climat océanique dégradé des plaines du Centre et du Nord, selon une étude du CNRS s'appuyant sur une série de données couvrant la période 1971-2000. En 2020, Météo-France publie une typologie des climats de la France métropolitaine dans laquelle la commune est exposée à un climat océanique altéré et est dans la région climatique Nord-est du bassin Parisien, caractérisée par un ensoleillement médiocre, une pluviométrie moyenne régulièrement répartie au cours de l’année et un hiver froid (3 °C).
Pour la période 1971-2000, la température annuelle moyenne est de 11 °C, avec une amplitude thermique annuelle de 15,4 °C. Le cumul annuel moyen de précipitations est de 735 mm, avec 11,7 jours de précipitations en janvier et 7,7 jours en juillet. Pour la période 1991-2020, la température moyenne annuelle observée sur la station météorologique la plus proche, située sur la commune de Fontainebleau à 14 km à vol d'oiseau, est de 11,1 °C et le cumul annuel moyen de précipitations est de 740,1 mm,. Pour l'avenir, les paramètres climatiques de la commune estimés pour 2050 selon différents scénarios d'émission de gaz à effet de serre sont consultables sur un site dédié publié par Météo-France en novembre 2022.

### Milieux naturels et biodiversité

#### Réseau Natura 2000

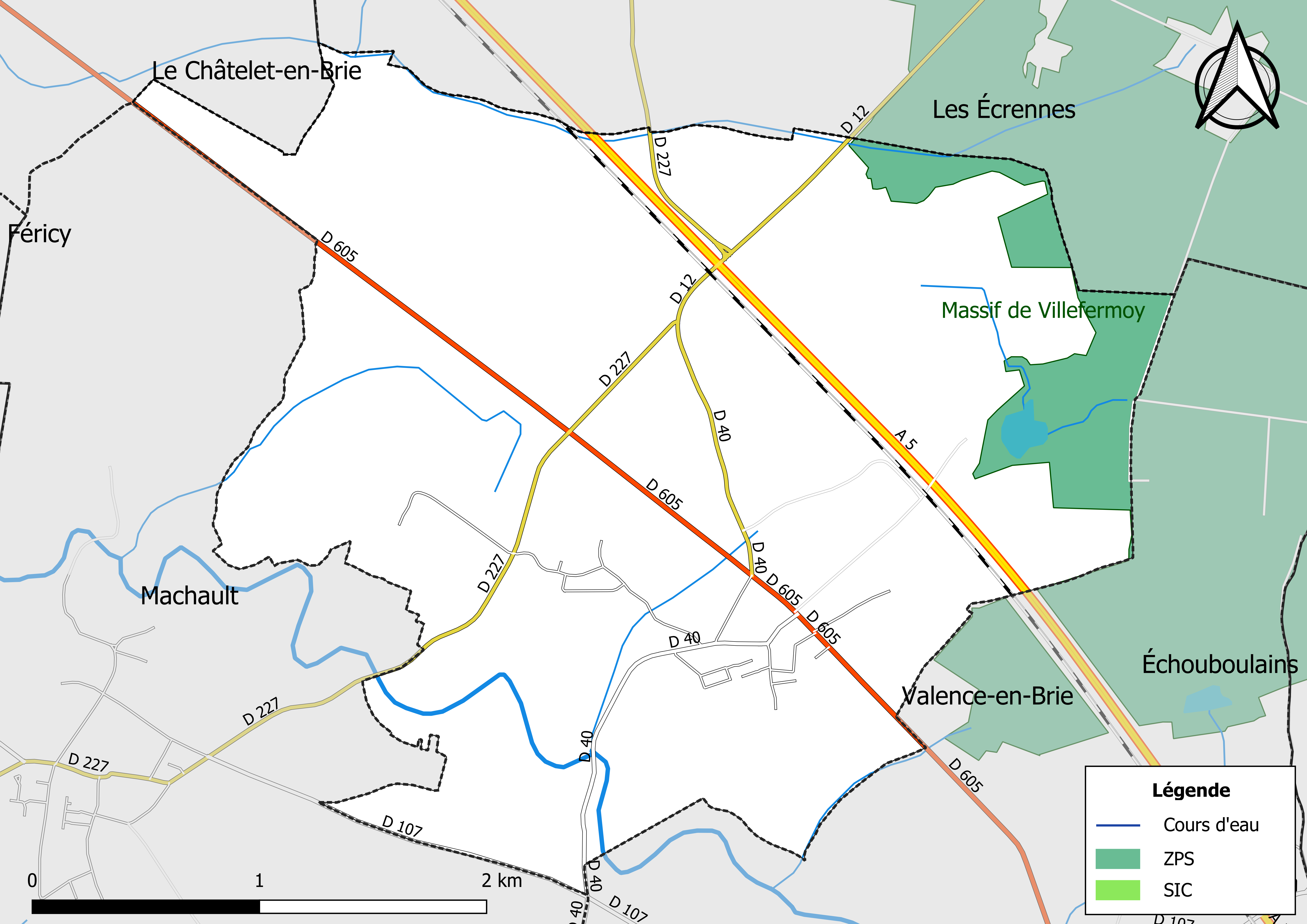
Sites Natura 2000 sur le territoire communal.

Le réseau Natura 2000 est un réseau écologique européen de sites naturels d’intérêt écologique élaboré à partir des Directives « Habitats » et « Oiseaux ». Ce réseau est constitué de Zones spéciales de conservation (ZSC) et de Zones de protection spéciale (ZPS). Dans les zones de ce réseau, les États Membres s'engagent à maintenir dans un état de conservation favorable les types d'habitats et d'espèces concernés, par le biais de mesures réglementaires, administratives ou contractuelles.
Un  site Natura 2000 a été défini sur la commune au titre de la « directive Oiseaux », :  
- le « Massif de Villefermoy », d'une superficie de 4 790 ha, un site où entre 1976 et 1997, un minimum de 122 espèces d’oiseaux ont été répertoriées sur l’ensemble du massif forestier de Villefermoy, dont 93 qui ont niché au moins une fois durant la période 1990-1997, ce qui représente environ 60 % du peuplement avien régional[19],[20].

#### Zones naturelles d'intérêt écologique, faunistique et floristique
L’inventaire des zones naturelles d'intérêt écologique, faunistique et floristique (ZNIEFF) a pour objectif de réaliser une couverture des zones les plus intéressantes sur le plan écologique, essentiellement dans la perspective d’améliorer la connaissance du patrimoine naturel national et de fournir aux différents décideurs un outil d’aide à la prise en compte de l’environnement dans l’aménagement du territoire.
Le territoire communal de Pamfou comprend une ZNIEFF de type 1,,, 
les « Pelouses et prairies de Machault » (23,77 ha), couvrant 2 communes du département.
, et une ZNIEFF de type 2,, 
le « Massif de Villefermoy » (7 033,23 ha), couvrant 12 communes du département.

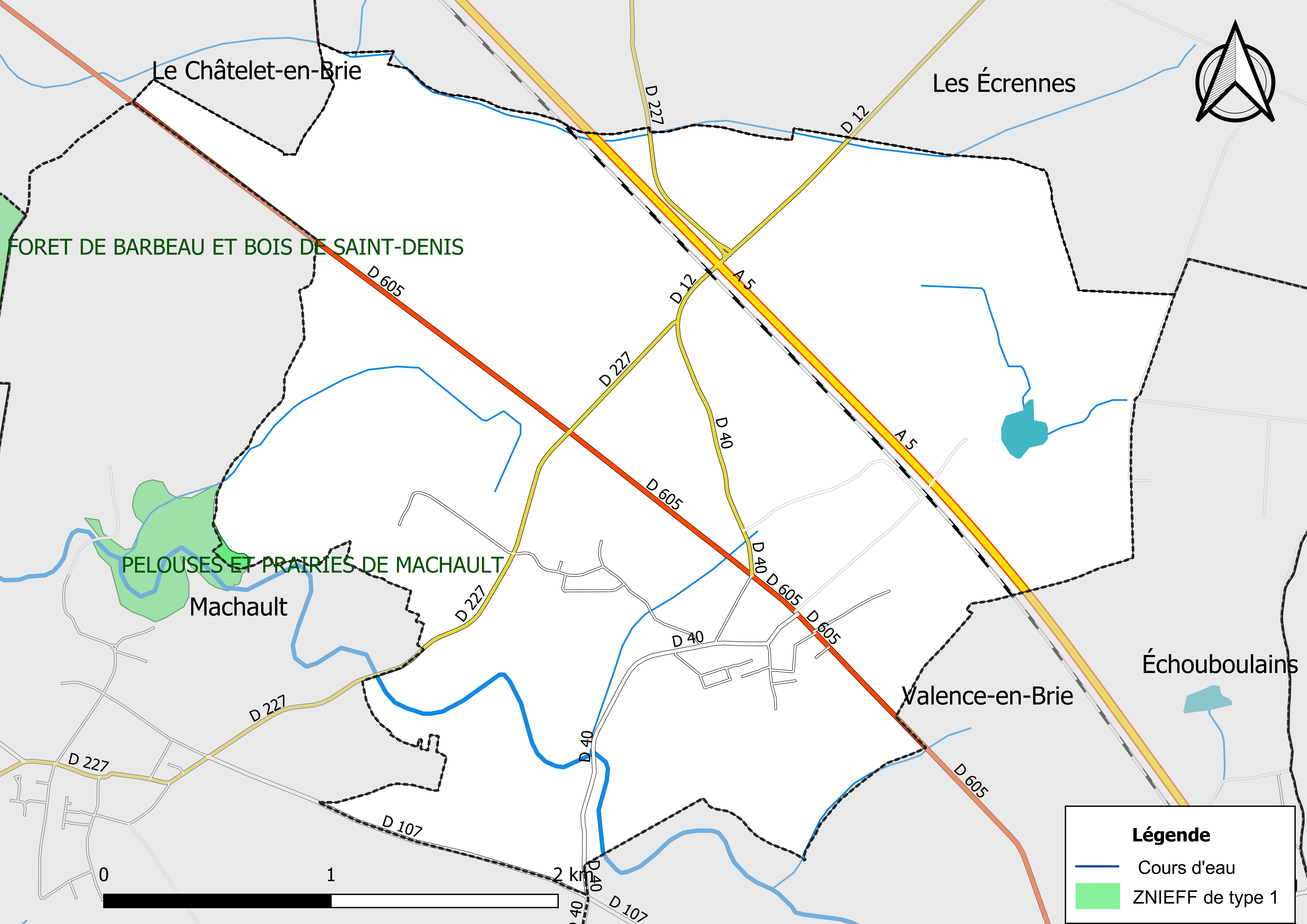
Carte des ZNIEFF de type 1 de la commune.
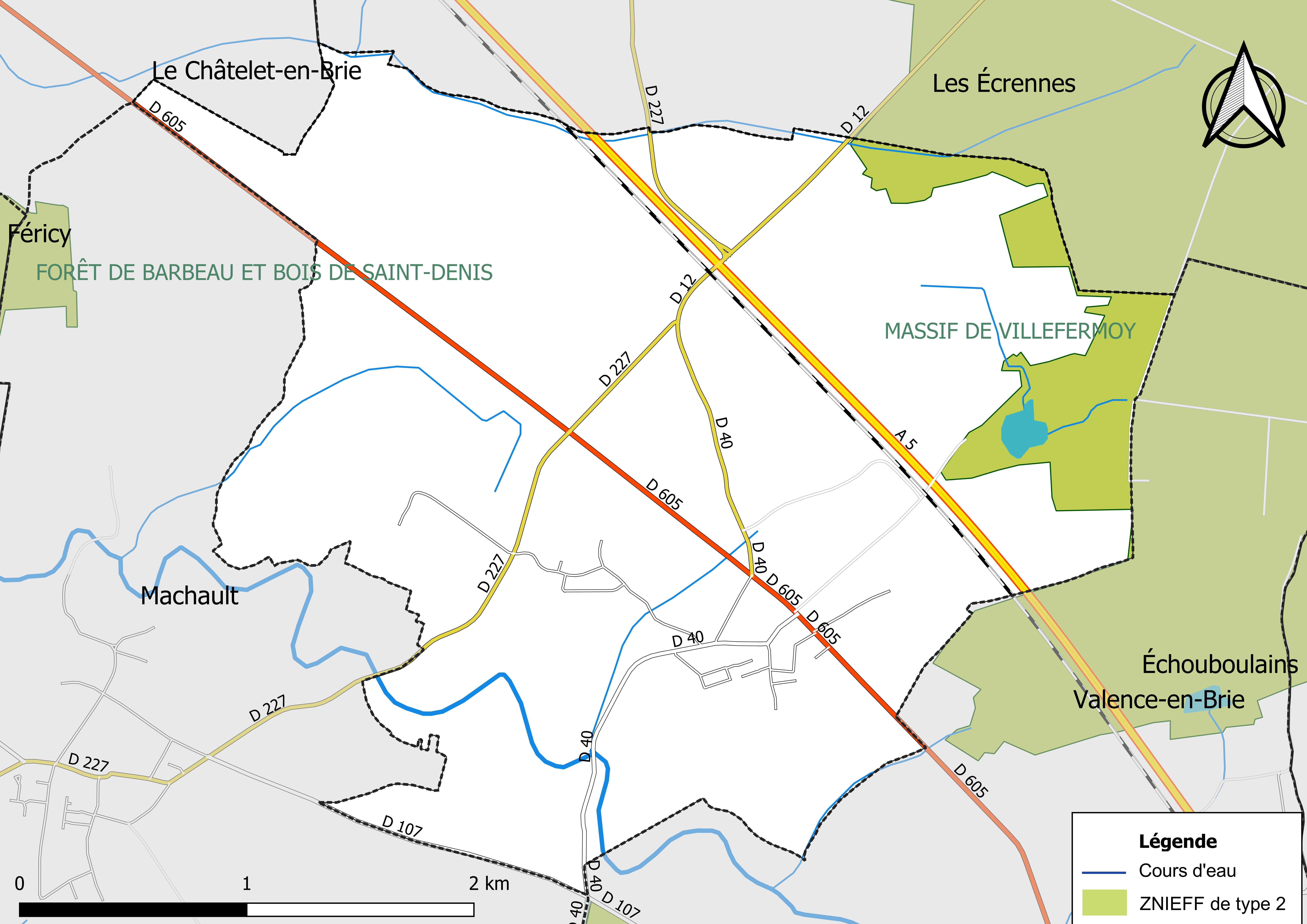
Carte des ZNIEFF de type 2 de la commune.

## Urbanisme

### Typologie
Au 1er janvier 2024, Pamfou est catégorisée bourg rural, selon la nouvelle grille communale de densité à sept niveaux définie par l'Insee en 2022.
Elle est située hors unité urbaine. Par ailleurs la commune fait partie de l'aire d'attraction de Paris, dont elle est une commune de la couronne,. Cette aire regroupe 1 929 communes,.

### Lieux-dits et écarts
La commune compte 52 lieux-dits administratifs répertoriés consultables ici dont Chapendu.

### Occupation des sols
L'occupation des sols de la commune, telle qu'elle ressort de la base de données européenne d’occupation biophysique des sols Corine Land Cover (CLC), est marquée par l'importance des territoires agricoles (71,3 % en 2018), une proportion sensiblement équivalente à celle de 1990 (70,8 %). La répartition détaillée en 2018 est la suivante : 
terres arables (58,1% ), forêts (19,6% ), prairies (7,3% ), zones agricoles hétérogènes (6% ), milieux à végétation arbustive et/ou herbacée (5,7% ), zones urbanisées (3,4 %).
Parallèlement, L'Institut Paris Région, agence d'urbanisme de la région Île-de-France, a mis en place un inventaire numérique de l'occupation du sol de l'Île-de-France, dénommé le MOS (Mode d'occupation du sol), actualisé régulièrement depuis sa première édition en 1982. Réalisé à partir de photos aériennes, le Mos distingue les espaces naturels, agricoles et forestiers mais aussi les espaces urbains (habitat, infrastructures, équipements, activités économiques, etc.) selon une classification pouvant aller jusqu'à 81 postes, différente de celle de Corine Land Cover,,. L'Institut met également à disposition des outils permettant de visualiser par photo aérienne l'évolution de l'occupation des sols de la commune entre 1949 et 2018.

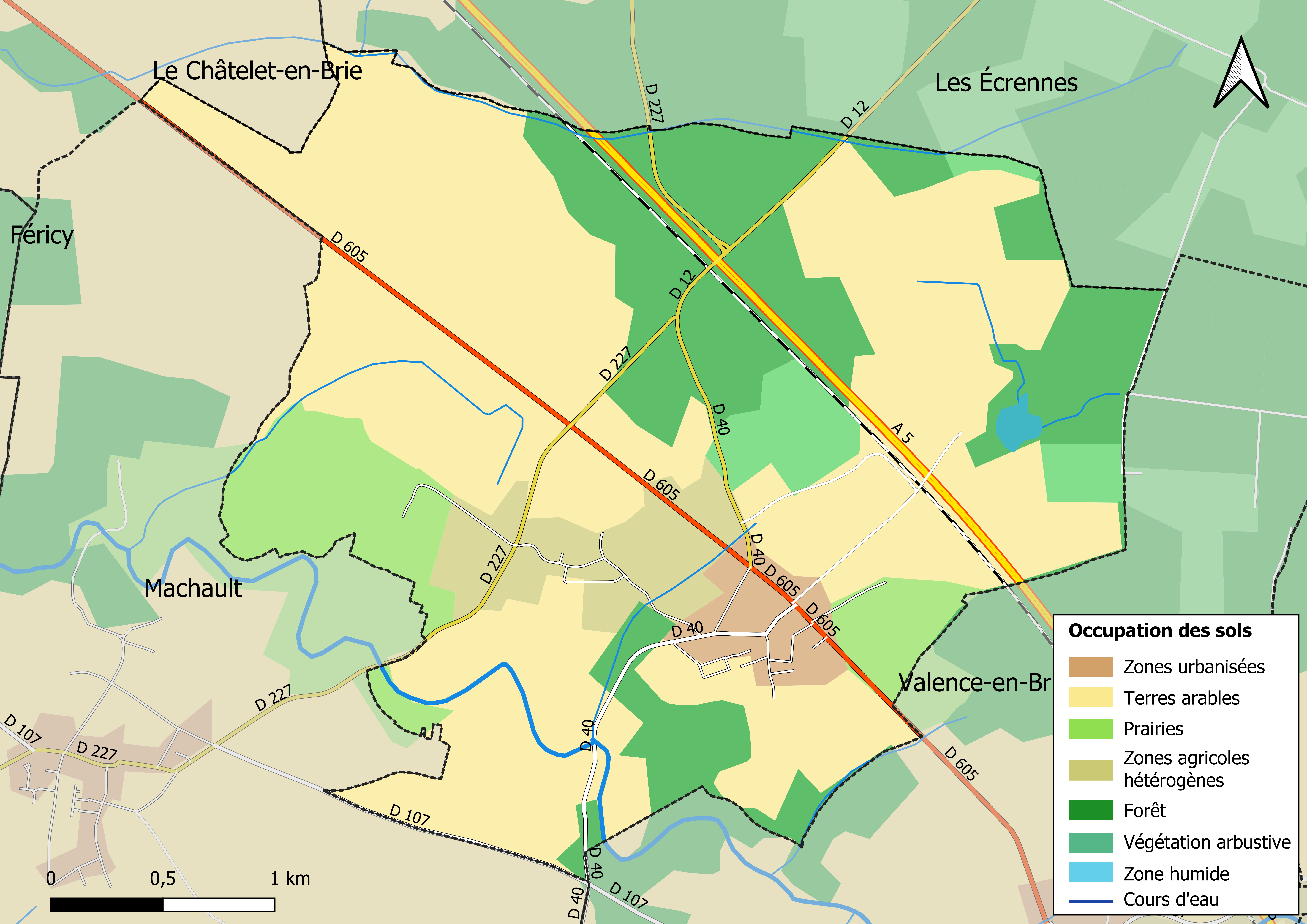
Carte des infrastructures et de l'occupation des sols en 2018 (CLC) de la commune.
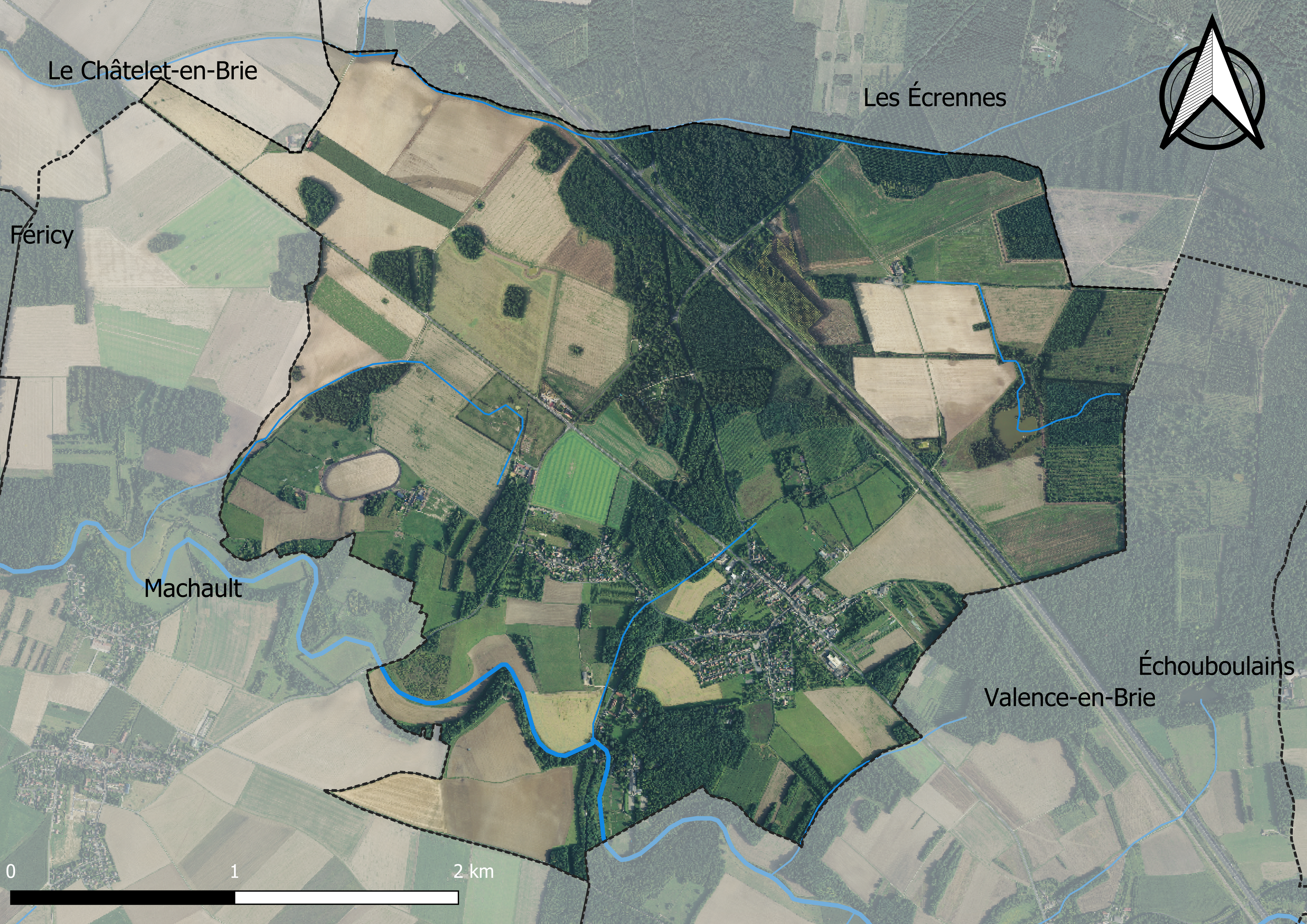
Carte orhophotogrammétrique de la commune.

### Planification
La commune disposait en 2019 d'un plan local d'urbanisme approuvé. Le zonage réglementaire et le règlement associé peuvent être consultés sur le Géoportail de l'urbanisme.

### Logement
En 2017, le nombre total de logements dans la commune était de 532 dont 97,4 % de maisons et 2,4 % d'appartements.
Parmi ces logements, 63,5 % étaient des résidences principales, 31,4 % des résidences secondaires et 5 % des logements vacants.
La part des ménages fiscaux propriétaires de leur résidence principale s'élevait à 92,6 % contre 5,6 % de locataires et 1,8 % logés gratuitement.

### Voies de communication et transports

#### Voies de communication
Le village est situé sur la D 605 entre Le Châtelet-en-Brie et Valence-en-Brie.

#### Transports
La commune est desservie par les lignes d'autocars :
- No 41 et No 42 du réseau de bus Fontainebleau - Moret ;
- No 46 du réseau de bus Pays de Montereau.

## Toponymie
Le nom de la localité est mentionné sous les formes Pampho en 1167 ; Panfou en la paroisse de Machau en 1488 ; Panfoux en 1777.
Pamfou fait penser au penfao breton (le hêtre),.
Le dernier élément de Pamfou peut représenter un bas-latin *foliu- « feuillus », « bois », élément de toponymes attesté ailleurs (Touffou, etc.). Le premier élément est moins identifiable. Nom d'essence ? ou l'ancien-français pampe « pétale », initialement « rameau ». Le nom de la paumée (palma-) ne serait pas à exclure. Nom d'une zone forestière lottie ? L'histoire de la commune et la découverte d'autres formes anciennes permettrait d'en dire plus.

## Histoire
Le village était le point de passage du courrier vers la ville de Lyon comme en témoigne l'ancien relais de poste du XVIIIe siècle dont l’activité s’est arrêtée en 1870.
La série des hommages donne les noms de quelques seigneurs du grand et petit Panfou, mouvant du comté de Brie Comte Robert : en 1500, Jean de Laval est seigneur du grand Panfou (H I-1734)  et dès 1505 c'est Pierre Prudhomme, avocat au Châtelet (I-1735) ; en 1544 et 1547, Nicolas de Neufville de Villeroy, époux de Jeanne Prudhomme, héritière de feu Guillaume, général des finances (I-1737 et 561) ; en 1553, Louis Prudhomme, notaire et secrétaire du roi, jadis général des finances, aussi héritier de Guillaume (903). Vingt ans plus tard, on trouve en 1571 Antoine du Bois, du chef de sa femme Marie Prudhomme, et en 1573 François Prudhomme, écuyer, fils de Louis et de Marie Luillier (906).  
Le 3 mai 1651, les administrateurs de l'Hôtel-Dieu vendent les grand et petit Pamfou et fief du Four à Angélique Faure, riche veuve de Claude de Bullion, ci-devant président au Parlement, surintendant des finances, baron de Maretz, Gallardon et Montlouet, etc. (NH I-765). Son fils Claude (II) obtient en mars 1668 l'érection d'Attilly aux honneurs du marquisat avec union de Pamfou (quoique les deux terres soient assez éloignés), enregistré en 1670, mais cela ne dure pas : après sa mort en 1677, sa veuve Catherine de Beauvau et son fils Claude-Louis vendent Pamfou le 21 novembre 1683 (NH I-769) à Jean-Baptiste-Gaston Bernard de Foras, dont les prénoms indiquent assez qu'il gravite dans l'entourage du duc d'Orléans. Sa succession, ouverte en 1699, s'avère compliquée. En 1742 encore, le fief fait l'objet d'une saisie réelle sur Jean-Baptiste Baillet de Vaugrenant, l'un de ses légataires (NH I-771).
La commune est créée en 1906, à partir d'une scission de celle de Machault. 

## Politique et administration

### Liste des maires
| Période                                  | Période   | Identité               | Étiquette | Qualité    |
| ---------------------------------------- | --------- | ---------------------- | --------- | ---------- |
| Les données manquantes sont à compléter. |           |                        |           |            |
| mars 1977                                | mars 1989 | Germaine Lecointe      |           |            |
| mars 1989                                | mai 2020  | Jean-Pierre Huchet     | DVG       | Enseignant |
| mai 2020                                 | en cours  | Pierre-François Prioux |           | Professeur |

## Équipements et services

### Eau et assainissement
L’organisation de la distribution de l’eau potable, de la collecte et du traitement des eaux usées et pluviales relève des communes. La loi NOTRe de 2015 a accru le rôle des EPCI à fiscalité propre en leur transférant cette compétence. Ce transfert devait en principe être effectif au 1er janvier 2020, mais la loi Ferrand-Fesneau du 3 août 2018 a introduit la possibilité d’un report de ce transfert au 1er janvier 2026,.

#### Assainissement des eaux usées
En 2020, la gestion du service d'assainissement collectif de la commune de Pamfou est assurée par la communauté de communes Brie des Rivières et Châteaux (CCBRC) pour la collecte, le transport et la dépollution. Ce service est géré en délégation par une entreprise privée, dont le contrat arrive à échéance le 31 juillet 2022,,.
L’assainissement non collectif (ANC) désigne les installations individuelles de traitement des eaux domestiques qui ne sont pas desservies par un réseau public de collecte des eaux usées et qui doivent en conséquence traiter elles-mêmes leurs eaux usées avant de les rejeter dans le milieu naturel. La communauté de communes Brie des Rivières et Châteaux (CCBRC) assure pour le compte de la commune le service public d'assainissement non collectif (SPANC), qui a pour mission de vérifier la bonne exécution des travaux de réalisation et de réhabilitation, ainsi que le bon fonctionnement et l’entretien des installations. Cette prestation est déléguée à l'entreprise Veolia, dont le contrat arrive à échéance le 31 juillet 2022,.

#### Eau potable
En 2020, l'alimentation en eau potable est assurée par la communauté de communes Brie des Rivières et Châteaux (CCBRC) qui en a délégué la gestion à l'entreprise Veolia, dont le contrat expire le 11 avril 2020,.

## Population et société

### Démographie
L'évolution du nombre d'habitants est connue à travers les recensements de la population effectués dans la commune depuis 1906. Pour les communes de moins de 10 000 habitants, une enquête de recensement portant sur toute la population est réalisée tous les cinq ans, les populations de référence des années intermédiaires étant quant à elles estimées par interpolation ou extrapolation. Pour la commune, le premier recensement exhaustif entrant dans le cadre du nouveau dispositif a été réalisé en 2008.

En 2022, la commune comptait 966 habitants, en évolution de +2,22 % par rapport à 2016 (Seine-et-Marne : +3,92 %, France hors Mayotte : +2,11 %).
| 1906 | 1911 | 1921 | 1926 | 1931 | 1936 | 1946 | 1954 | 1962 |
| ---- | ---- | ---- | ---- | ---- | ---- | ---- | ---- | ---- |
| 313  | 288  | 245  | 271  | 255  | 226  | 265  | 271  | 299  |

| 1968 | 1975 | 1982 | 1990 | 1999 | 2006 | 2008 | 2013 | 2018 |
| ---- | ---- | ---- | ---- | ---- | ---- | ---- | ---- | ---- |
| 306  | 331  | 443  | 610  | 836  | 916  | 936  | 938  | 939  |

| 2022 | - | - | - | - | - | - | - | - |
| ---- | - | - | - | - | - | - | - | - |
| 966  | - | - | - | - | - | - | - | - |

### Enseignement
Pamfou dispose d’une école élémentaire, située rue du 19 mars 1962.
Cet établissement public, inscrit sous le code UAI (Unité administrative immatriculée) : 0770168P, comprend 128 élèves (chiffre du Ministère de l'Éducation nationale).
Il dispose d’un restaurant scolaire.
La commune dépend de l'Académie de Créteil ; pour le calendrier des vacances scolaires, Pamfou est en zone C.

## Économie
- Exploitations agricoles (dont héliciculture).

### Revenus de la population et fiscalité
En 2017, le nombre de ménages fiscaux de la commune était de 338, représentant 950 personnes et la  médiane du revenu disponible par unité de consommation  de 23 930 euros.

### Emploi
En 2017 , le nombre total d’emplois dans la zone était de 174, occupant 489 actifs  résidants.
Le taux d'activité de la population (actifs ayant un emploi) âgée de 15 à 64 ans s'élevait à 74,8 % contre un taux de chômage de 4,8 %.
Les 20,4 % d’inactifs se répartissent de la façon suivante : 11 % d’étudiants et stagiaires non rémunérés, 7 % de retraités ou préretraités et 2,5 % pour les autres inactifs.

### Entreprises et commerces
En 2015, le nombre d'établissements actifs était de 88 dont 7 dans l'agriculture-sylviculture-pêche, 3 dans l’industrie, 16 dans la construction, 44 dans le commerce-transports-services divers et 18  étaient relatifs au secteur administratif.
Ces établissements ont pourvu 140 postes salariés.

### Secteurs d'activité

#### Agriculture
Pamfou est dans la petite région agricole dénommée la « Brie humide » (ou Brie de Melun), une partie de la Brie à l'est de Melun. En 2010, l'orientation technico-économique de l'agriculture sur la commune est diverses cultures (hors céréales et oléoprotéagineux, fleurs et fruits).
Si la productivité agricole de la Seine-et-Marne se situe dans le peloton de tête des départements français, le département enregistre un double phénomène de disparition des terres cultivables (près de 2 000 ha par an dans les années 1980, moins dans les années 2000) et de réduction d'environ 30 % du nombre d'agriculteurs dans les années 2010. Cette tendance se retrouve au niveau de la commune où le nombre d’exploitations est passé de 9 en 1988 à 7 en 2010. Parallèlement, la taille de ces exploitations augmente, passant de 58 ha en 1988 à 92 ha en 2010.
Le tableau ci-dessous présente les principales caractéristiques des exploitations agricoles de Pamfou, observées sur une période de 22 ans : 
|                                      | 1988 | 2000 | 2010 |
| ------------------------------------ | ---- | ---- | ---- |
| Dimension économique,                |      |      |      |
| Nombre d’exploitations (u)           | 9    | 6    | 7    |
| Travail (UTA)                        | 18   | 6    | 17   |
| Surface agricole utilisée (ha)       | 521  | 526  | 643  |
| Cultures                             |      |      |      |
| Terres labourables (ha)              | 393  | 458  | 590  |
| Céréales (ha)                        | 361  | 323  | 357  |
| dont blé tendre (ha)                 | 140  | 210  | 220  |
| dont maïs-grain et maïs-semence (ha) | 131  | s    | 52   |
| Tournesol (ha)                       | s    |      |      |
| Colza et navette (ha)                | 0    | s    | 115  |
| Élevage                              |      |      |      |
| Cheptel (UGBTA)                      | 43   | 122  | 76   |

## Culture locale et patrimoine

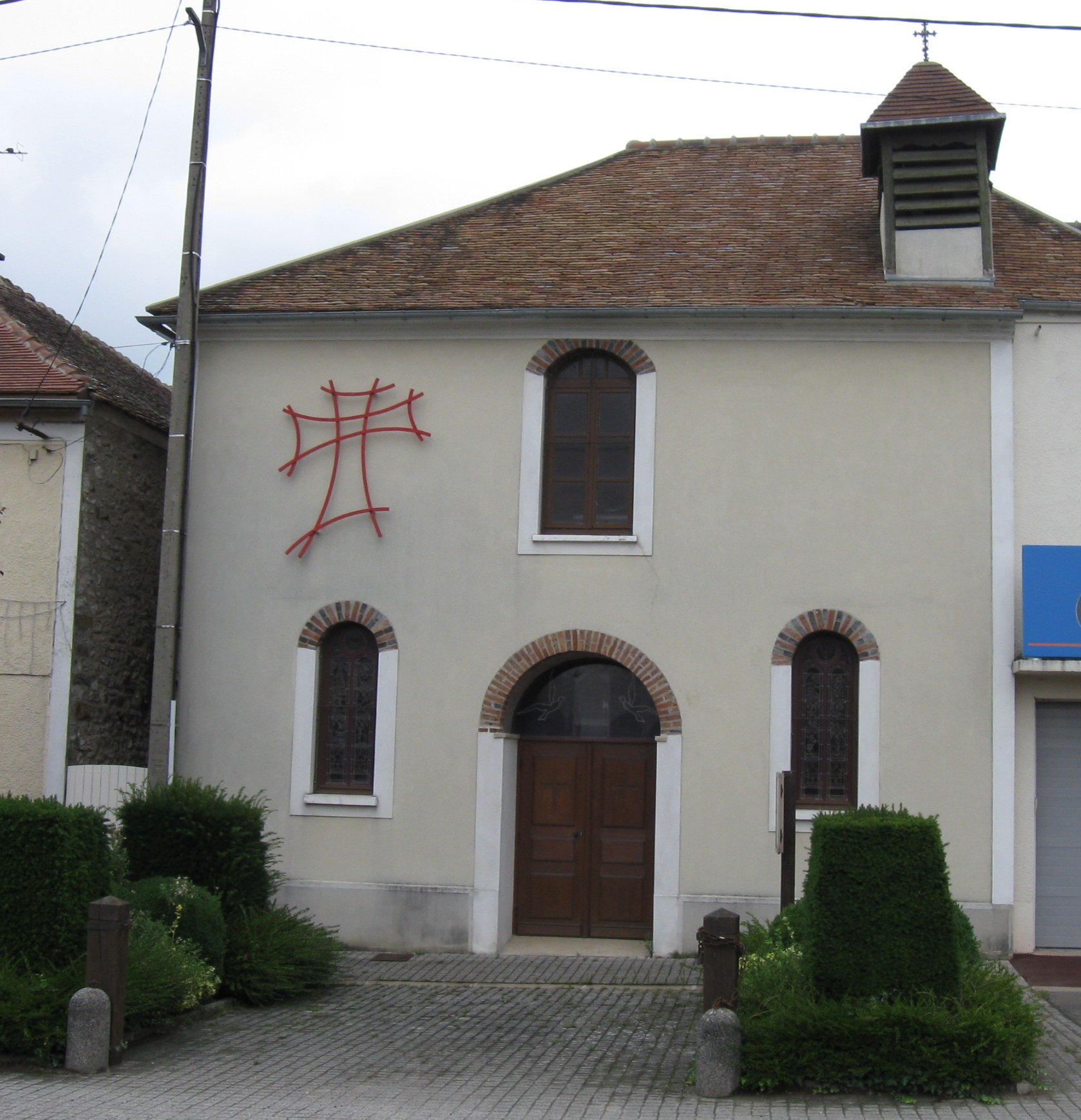
La chapelle.

### Lieux et monuments
- Ferme et château de Chapuis, propriété de la commune de Drancy (centre de vacances).
- Chapelle aménagée dans un ancien relais de poste en 1921.